# Departamento La Paz (Entre Ríos)
La Paz es un departamento de la provincia de Entre Ríos en la República Argentina. Es el quinto más extenso de la provincia con una superficie de 6500 km² y el sexto más poblado, con 75 407 habitantes según censo de 2022.
Limita al oeste con la provincia de Santa Fe, al norte con la provincia de Corrientes, al sur con los departamentos Paraná y Villaguay y al este con los departamentos Feliciano y Federal.
De acuerdo a la metodología utilizada por el INDEC para los censos de 2001 y 2010 el departamento La Paz comprendió 9 localidades: Bovril, Colonia Avigdor, El Solar, La Paz, Piedras Blancas, Pueblo Arrúa o Estación Alcaraz, San Gustavo, Santa Elena, Sir Leonard. El Solar no fue considerada localidad en el censo de 1991.

## Historia
Mediante el Plan de división de los Departamentos de la Provincia de Entre Ríos del 6 de diciembre de 1821, (ley sancionada por el congreso el 17 de febrero de 1822) el gobernador Lucio Norberto Mansilla dividió la provincia en dos departamentos principales, subdivididos en departamentos subalternos, uno de los cuales correspondía a la zona de la Paz:

Departamento N° 1. Se compone de todo el territorio y poblaciones comprendidas desde el arroyo de las Conchas, Paraná arriba hasta el arroyo de la Mula.

La capilla de Alcaraz fue el núcleo principal población del departamento hasta que predominó San José de Feliciano. El 13 de julio de 1835 la Legislatura creó la villa de La Paz absorbiendo parte de los pobladores de Alcaraz. La Paz fue trasladada por Justo José de Urquiza en 1848 a su ubicación actual. El comandante militar del departamento residió en Alcaraz hasta 1847.
Mediante la sanción del Reglamento de Administración de Justicia del 13 de abril de 1849, Urquiza realizó una nueva división administrativa de la provincia, creando el Departamento La Paz:

Art. 4°: Departamento de la Paz: su territorio desde Hernandarias, Paraná arriba, hasta el arroyo Guayquiraró, comprendiendo el pueblo, y los distritos San José de Feliciano, Chañar, Alcaraz, Hernandarias.

Tras la desfederalización de Entre Ríos, el 21 de septiembre de 1860 fue sancionada la ley que creó las jefaturas políticas en cada departamento, siendo el jefe político un representante del poder ejecutivo a cuyas órdenes estaban los comisarios policiales y los alcaldes de distrito en sus funciones políticas. El 16 de febrero de 1861 el gobernador Urquiza decretó para el departamento La Paz el nombramiento de un alcalde de cuartel y 7 alcaldes de los distritos San José, Mulas, Yeso, Hernandarias, Alcaraz, Estacas y Tacuaras.
De acuerdo a un decreto de nombramientos del 18 de mayo de 1868 el entonces departamento La Paz tenía un juez de paz y 4 alcaldes de los cuarteles 1°, 2°, Suburbios al Este, Suburbios al Sud, en la villa de La Paz, y alcaldes de los distritos de campaña de: Estacas, Tacuaras, Feliciano, Yeso, Banderas, Alcaraz, Hernandarias. La delegacía de San José de Feliciano tenía un juez de paz y un alcalde en el pueblo, y alcaldes de los distritos de campaña de: Manantiales, Mulas, Basualdo.
En 1871 el ministro de Gobierno de Entre Ríos solicitó a los jefes políticos de cada departamento de la provincia que elevaran un informe sobre los límites efectivos de sus jurisdicciones. El 26 de septiembre de ese año el jefe político de Concordia informó que el departamento Concordia limitaba con el departamento La Paz por el río Feliciano y los arroyos Estacas y Banderas. Debido a que los jefes políticos de los departamentos Concordia y La Paz no se pusieron de acuerdo sobre sus respectivos límites, fue requerido un dictamen del Departamento Topográfico provincial, que se pronunció el 31 de enero de 1873, y fue aprobado por decreto del 19 de febrero de 1873:

Los Departamentos que estaban ántes divididos por la cuchilla llamada de Montiel, que es la que vierte aguas á los rios Gualeguay y Feliciano, han venido á quedar hoy separados en aquella parte por los límites siguientes:
 Desde el rio Gualeguay en la barra del arroyo de las Yeguas ó sea Federal, siguiendo aguas arriba por este hasta sus puntas en la cuchilla; de allí tomando las puntas del arroyo de las Estacas, siguiendo este arroyo por su márgen derecha hasta su desembocadura en el rio Feliciano: luego siguiendo aguas arriba por la márgen izquierda de ese rio hasta sus puntas.
 Todo ese Distrito desde el arroyo Federal y Estacas al Norte hasta el rio Feliciano comprende los Distritos del Federal en su totalidad y parte del de Atencio sobre el rio Feliciano.
 El Distrito Banderas pertenece á La Paz, segun las mensuras efectuadas.
 De Estacas al Sud y de Feliciano al Oeste pertenece al Departamento de La Paz.

La delegacía o delegación política de San José de Feliciano integró el departamento La Paz hasta que por la reforma de la Constitución provincial de 1883 se ordenó que se creara al año siguiente el departamento San José de Feliciano. Lo que tuvo efecto el 11 de agosto de 1887 cuando se fijaron sus límites por ley. El nuevo departamento incluyó partes de los departamentos La Paz y Concordia: del primero se separó la delegacía de San José de Feliciano, compuesta del pueblo del mismo nombre y de los distritos de campaña de Basualdo, Manantiales, Chañar o Mulas; del segundo se separó el distrito Feliciano y parte del distrito Atencio.
La ley Nacional N.º 1149 del 22 de diciembre de 1881 fijó el límite interprovincial de Entre Ríos con Corrientes: 

(...) el arroyo Mocoretá, arroyo Tunas, una línea que corta la cuchilla Basualdo hasta las nacientes del arroyo del mismo nombre. Por esta corriente hasta el Guayquiraró y por éste hasta su desagüe en el Paraná.
Ley Nacional Nº 1149

El departamento topográfico de Entre Ríos dice en una carta del 29 de enero de 1892 que el departamento La Paz estaba dividido en los distritos: Tacuaras, Estacas, Banderas, Yeso, Alcaraz, Hernandarias. Para 1898 los distritos eran: Tacuaras, Estacas, Banderas, Yeso, Alcaraz 1°, Alcaraz 2°.
Por decreto N.º 394 MGJ del 19 de febrero de 1971 la localidad de Conscripto Bernardi fue transferida del distrito Sauce de Luna del departamento Villaguay al distrito Banderas del departamento La Paz, unificando el pueblo con la estación ferroviaria.
En 1972 mediante la ley n.º 5169 La Paz cedió el distrito Banderas y parte del distrito Yeso para la creación del departamento Federal, en donde pasaron a ser los distritos Banderas y Achiras, respectivamente.
El 21 de junio de 1979 la intervención militar de la provincia sancionó y promulgó la ley n.º 6378 que rectificó y precisó los límites interdepartamentales. El límite entre los departamentos La Paz y Villaguay, que se apoyaba en la divisoria de aguas de la cuchilla de Montiel, fue trasladado a la ruta nacional n.º 127 ampliando el departamento La Paz incluyendo a la localidad de Bovril. El límite entre los departamentos La Paz y Paraná, que se apoyaba en la divisoria de aguas de la cuchilla de Montiel, fue trasladado a las vías del ramal Diamante-Curuzú Cuatiá del Ferrocarril General Urquiza, excepto áreas adyacentes a las localidades de Las Garzas y de Villa Alcaraz, que quedaron para los departamentos Paraná y La Paz, respectivamente. Aunque el decreto-ley n.º 6378 perdió eficacia el 10 de diciembre de 1987 al no ser prorrogada su vigencia, los límites quedaron legalmente retrotraídos a los existentes al 24 de marzo de 1976 (excepto los legislados posteriormente en democracia). Sin embargo, los organismos públicos provinciales y nacionales continuaron utilizando los límites dispuestos por ese decreto-ley sin revertir a los límites previos.
El decreto-ley n.º 22067 sancionado y promulgado el 5 de septiembre de 1979 y confirmado por el Congreso Nacional al sancionarse el Digesto Jurídico Argentino el 21 de mayo de 2014 como ley DJA W-1200, asignó a la jurisdicción de Entre Ríos que corresponde al departamento La Paz las siguientes islas del río Paraná:

quedarán para Entre Ríos las siguientes islas: ...Ardizón, sin nombre 28 (frente a la anterior), de los Chanchos, Mencho, Alcaraz, sin nombre 29 (frente a la anterior), sin nombre 35 (km. 751), sin nombre 37 (km. 764), sin nombre 38 (km. 767), sin nombre 39 (km. 775), Curuzú Chalí, sin nombre 40 (km. 780), Islas Garibaldi (del km. 794 al 805);...
Decreto-ley N.° 22067

## Gobiernos locales

### Municipios
| Municipio       | Población |
| --------------- | --------- |
| Bovril          | 7977      |
| La Paz          | 24 716    |
| Santa Elena     | 17 791    |
| Villa Alcaraz   | 2331      |
| Piedras Blancas | 1714      |
| San Gustavo     |           |

### Comunas
| Comuna          | Población |
| --------------- | --------- |
| Colonia Avigdor | 692       |
| El Solar        | 534       |
| Ombú            | 323       |

### Centros rurales de población
Los centros rurales de población gobernados por juntas de gobierno son:
Segunda categoría
- Alcaraz Norte. Población rural dispersa.
- Alcaraz Sur: creado en 1999.[21] Población rural dispersa.
- Yeso Oeste: creado el 22 de marzo de 1984.[22] Población rural dispersa.

Tercera categoría
- Colonia Carrasco: creado el 4 de octubre de 1984.[23] Población rural dispersa.
- Colonia Oficial N.º 3 y 14: población rural dispersa.
- El Quebracho: población rural dispersa.
- La Providencia: creado el 30 de marzo de 1984.[24] Población rural dispersa.
- Puerto Algarrobo: creado el 25 de abril de 1984.[25] Población rural dispersa.
- San Ramírez: creado el 22 de marzo de 1984.[26] Población rural dispersa.
- Saucesito: creado el 21 de marzo de 2002.[27] Población rural dispersa.
- Sir Leonard: creado antes del 10 de diciembre de 1983
- Tacuaras - Yacaré: creado el 2 de abril de 1984.[28] Población rural dispersa.

Cuarta categoría
- Colonia Oficial N.º 13: creado el 24 de mayo de 1984.[29] Población rural dispersa.
- Colonia Viraró: creado el 28 de marzo de 1984.[30] Población rural dispersa.
- Estaquitas: población rural dispersa.
- Las Toscas: población rural dispersa.
- Picada Berón: creado el 22 de marzo de 1984.[31] Población rural dispersa.

Los integrantes de las juntas de gobierno fueron designados por decreto del gobernador hasta que fueron elegidos por primera vez el 23 de noviembre de 2003, sin embargo, dado que los circuitos electorales en algunos casos no coinciden con las jurisdicciones de las juntas de gobierno algunas de ellas siguen siendo designadas por decreto mientras que otras se agrupan para elegir una sola junta. En este último caso el gobierno se reserva el derecho de realizar posteriormente la designación de la o las juntas subsumidas. En las elecciones del 23 de noviembre de 2003 eligieron una única junta de gobierno Ombú, Las Toscas y San Ramírez, pero el gobierno provincial designó integrantes de San Ramírez por decreto del 17 de febrero de 2004. En las elecciones de 18 de marzo de 2007, 23 de octubre de 2011 y 25 de octubre de 2015 volvieron a elegir una juntas de gobierno que solo asumió en Tacuaras-Ombú, siendo designadas las de Las Toscas y de San Ramírez. En las elecciones de 23 de noviembre de 2003 compartieron circuito electoral sin elegir integrantes las juntas de gobierno de: 1) La Providencia, Alcaraz Norte y Alcaraz Sur, 2) Colonia Viraró y Colonia Avigdor, 3) Colonia Oficial N.º 13, Estaquitas y Saucesito, 4) Tacuaras-Yacaré y Colonia Oficial N.º 3 y 14, 5) Yeso Oeste y Picada Berón. En las elecciones de 18 de marzo de 2007, 23 de octubre de 2011 y 25 de octubre de 2015 eligieron una única junta de gobierno en cada caso que asumió en La Providencia, Colonia Avigdor, Colonia Oficial N.º 13, Tacuaras-Yacaré y Yeso Oeste, mientras que las demás fueron designadas por decreto. Colonia Carrasco fue elegida el 23 de noviembre de 2003, 8 de marzo de 2007, 23 de octubre de 2011 y designada por decreto de 10 de febrero de 2016. San Gustavo fue elegida el 23 de noviembre de 2003 y elevada a municipio el 4 de octubre de 2004.
Los circuitos electorales utilizados para las elecciones de las juntas de gobierno son (CIRCUITO ELECTORAL: junta de gobierno):
- 62-DISTRITO FELICIANO: El Quebracho
- 63-ALCARAZ 1°: Colonia Viraró (y Colonia Avigdor)
- 66-KM. 160 - SIR LEONARD: Sir Leonard
- 67-CARRASCO: Colonia Carrasco
- 68-ALCARAZ 2°: La Providencia, Alcaraz Norte y Alcaraz Sur
- 70-PUERTO ALGARROBO: Puerto Algarrobo
- 72-YESO: Yeso Oeste y Picada Berón
- 73-ESTACAS: Colonia Oficial N.º 13, Estaquitas y Saucesito
- 75-TACUARAS: Tacuaras-Yacaré y Colonia Oficial N.º 3 y 14
- 76-OMBÚ: Las Toscas y San Ramírez (y Ombú)

## Distritos
El departamento La Paz se divide en 6 distritos. Para fines de mensuras catastrales y en algunas ramas de la administración provincial el ejido original del municipio de La Paz, y las islas del departamento son considerados aparte de los distritos y la Codificación General de Jurisdicciones Político Administrativas de la Provincia de Entre Ríos les asigna los códigos 0800 y 0808 respectivamente.
| Código - Distrito | Área (en km²) |
| ----------------- | ------------- |
| 0801 - Alcaraz 1° | 1415,39       |
| 0802 - Alcaraz 2° | 1084,56       |
| 0804 - Estacas    | 998,13        |
| 0805 - Feliciano  | 657,79        |
| 0806 - Tacuaras   | 1844,93       |
| 0807 - Yeso       | 693,83        |

- Alcaraz 1°: comprende el ejido municipal de Bovril y una parte del de Villa Alcaraz, y el área jurisdiccional de la comuna de Colonia Avigdor y parte de la de El Solar y San Carlos, y las áreas jurisdiccionales de los centros rurales de población de Colonia Carrasco, Colonia Viraró y Sir Leonard.
- Alcaraz 2°: comprende el ejido municipal de Piedras Blancas y la mayor parte del de Villa Alcaraz; parte del área jurisdiccional de la comuna de El Solar y San Carlos y las áreas jurisdiccionales de los centros rurales de población de Puerto Algarrobo, Alcaraz Norte, Alcaraz Sur y La Providencia.
- Estacas: comprende los ejidos municipales de La Paz y de San Gustavo, las áreas jurisdiccionales de los centros rurales de población de Colonia Oficial N.º 13, Saucesito y Estaquitas.
- Feliciano: comprende el ejido municipal de Santa Elena, y el área jurisdiccional del centro rural de población de El Quebracho.
- Tacuaras: comprende el área jurisdiccional de la comuna de Ombú y las áreas jurisdiccionales de los centros rurales de población de Colonias Oficiales N.º 3 y 14, Las Toscas, Yacaré y San Ramírez.
- Yeso: comprende las áreas jurisdiccionales de los centros rurales de población de Yeso Oeste y de Picada Berón.

## Demografía
Cuenta con 75 407 habitantes (Indec, 2022), lo que representa un incremento del 12,7% frente a los 66 903 habitantes (Indec, 2010) del censo anterior.
La población se encuentra repartida en 38 572 mujeres y 36 835 hombres, con un índice de masculinidad de 95,4 hombres por cada 100 mujeres. 
La edad mediana de la población es de 30 años (31 años entre las mujeres y 29 años entre los hombres).
El 11,0% de la población tiene más de 65 años (frente al 9,0% en 2010), y el 2,4% de la población tiene más de 80 años (frente al 1,9% en 2010)
De las personas residentes en el departamento, unas 6 781 nacieron en otra provincia, y unas  287 lo hicieron fuera del país, siendo los grupos de inmigrantes más numerosos los provenientes de:
- Paraguay: 33 personas
- Bolivia: 25 personas
- Uruguay: 24 personas
- Colombia: 19 personas
- China: 15 personas

## Áreas naturales protegidas
Como parte del Sistema Provincial de Áreas Protegidas se halla en el departamento la reserva natural municipal La Curtiembre, de 6 ha, que fue creada en 1993 y es administrada por el municipio de La Paz.
La isla Curuzú Chalí en el río Paraná y sus aguas adyacentes fue declarada zona de reserva para la pesca deportiva. Es un ambiente acuático en donde está prohibida toda actividad pesquera a excepción de la deportiva. Fue creada por decreto 424/1968 del 2 de octubre de 1968.
El decreto 4671/69 MEOySP de 1969 estableció restricciones pesqueras para el arroyo Feliciano, en donde se permite la pesca mediante el uso de líneas de mano, cañas y espineles con no más de 20 anzuelos.
La resolución n.º 4829 SPG del 13 de octubre de 2005 resolvió declarar zona de reserva para la pesca deportiva a todos los ambientes acuáticos del Departamento La Paz, permitiendo la pesca artesanal con restricciones, excepto en la isla Curuzú Chalí, el arroyo Feliciano y el río Guayquiraró.